# Дом для Кузьки
«Дом для Ку́зьки» — первый мультфильм по очерёдности появления и второй мультфильм по сюжету из цикла о домовёнке Кузе. В нём рассказывается о вынужденном переезде Кузи из снесённого деревянного дома в городскую квартиру, куда переселилась семья девочки Наташи (7 лет). Сценарий написан по мотивам первой части сказки Татьяны Александровой «Кузька в новой квартире», выпущенной издательством «Детская литература» в 1977 году. В мультфильме исполняются 3 песни на стихи Валентина Берестова.

## Сюжет
7-летняя Наташа стоит на балконе своей квартиры № 588 и наблюдает за сносом старого дома. Мама просит Наташу подмести пол и уходит, а девочка возвращается в комнату и принимается за работу. Неожиданно на балконе появляется невысокий чумазый человечек с сундучком, входит в комнату, стучит палкой по батарее и зовёт какого-то Нафаню. Затем он прячет сундучок и ищет, где бы спрятаться самому. При этом он продолжает звать Нафаню, и тот наконец откликается. Незнакомец признаётся Наташе, что его зовут Кузькой и что ему «семь веков всего, восьмой пошёл».
Девочка принимает Кузю за пещерного человека, но он объясняет, что на самом деле он домовой, причём бездомный. Наташа заселяет его в квартиру, а домовёнок обещает приглядывать за хозяйством и родителями Наташи, если его не выдадут. Когда пришла мама Наташи, грузчики принесли в комнату пианино. Кузя убежал на кухню и спрятался в шкафчике, куда ставят ведро для мусора. Наташа зашла к нему в «домик», и довольный домовёнок с помощью волшебного сундучка стал обсуждать, как они будут сказочно раскрашивать белые стенки внутри шкафа:
 Сначала здесь весна будет, потом лето — бабочки летают. Потом осень. А там постепенно доживём до зимы.
Но, к сожалению, этот «домик» не для домовёнка, а в духовке, где Кузя попытался спрятаться от заглянувшей на минутку мамы Наташи, жить опасно. Пока с домиком для Кузи не определились, девочка вымыла его в ванной и отнесла на кухню сушиться. В квартиру пришли гости, чтобы отпраздновать новоселье, и принесли торт. Кузька тем временем нашёл себе ещё один «дом» — холодильник, однако Наташа вытаскивает его оттуда (поскольку его там запросто заметят) и провожает в свою комнату. Там она угощает домовёнка подаренным тортом, и Кузя моментально его съедает. После этого они веселятся и играют, однако в комнату неожиданно заходит мама (чтобы посмотреть, чем занимается её дочка) и, увидев сундучок Кузьки, забирает его с собой (приняв его за шкатулку — подарок от знакомой), чтобы поставить в сервант.
Кузе с трудом удаётся скрыться, притворившись игрушкой, однако, «ожив», он обнаруживает, что его сундучок украли. Из вентиляционной решётки вылез пожилой домовой Нафаня и сказал, что выручит домовёнка. Пошли они в гостиную, где стоял сервант, а там уже танцы в разгаре. Несмотря на это, домовые возвращают себе сундучок. Вернулся Кузя в комнату Наташи, которую к тому моменту уже уложили спать, и начал рассказывать ей сказку.

## Создатели
| автор сценария             | Валентин Берестов |
| режиссёр                   | Аида Зябликова |
| художник-постановщик       | Геннадий Смолянов |
| оператор                   | Леонард Кольвинковский |
| композитор                 | Сергей Томин |
| звукооператор              | Сергей Кель |
| художники-мультипликаторы: | Владимир Кадухин, Ольга Анашкина, Алла Соловьёва, Алла Гришко, Ксения Прыткова                                                                 |
| куклы изготовили:          | Геннадий Богачёв, Юрий Одинцов, Елена Покровская, Александра Мулюкина, Анатолий Кузнецов, Виктор Слетков, Надежда Лярская, Маргарита Богатская |
| монтажёр                   | Любовь Георгиева |
| редактор                   | Алиса Феодориди |
| директор                   | Игорь Гелашвили |

## Роли озвучивали
- Георгий Вицин — Кузя / грузчики / гость в клетчатой рубашке
- Светлана Травкина — Наташа
- Александр Леньков — Нафаня (в титрах не указан)
- Элеонора Прохницкая — мама Наташи (в титрах не указана)

## Песни из мультфильма
«Искалочка»
Если где-то нет кого-то, 

Значит кто-то где-то есть. 

Только где же этот кто-то 

И куда он мог залезть?! 

«Так и эдак»
Если внутрь кладут творог, 

Получается пирог, 

Если ж поверху кладут, 

То ватрушкою зовут... 

Так и эдак хорошо, 

Так и эдак вкусно! 

Получается пирог!
Приходи сосед к соседу, 

На весёлую беседу. 

Где друзья, там и я, 

А где я, там и друзья! 

Так и эдак хорошо, 

Так и эдак вместе! 

А где я, там и друзья!
Финальная песня
Не бойся сказки, бойся лжи. 

А сказка, сказка не обманет. 

Тихонько сказку расскажи — 

На свете правды больше станет.